# Reykjafjöll
Reykjafjöll är ett berg i republiken Island. Det ligger i regionen Suðurland, 140 km öster om huvudstaden Reykjavík. Toppen på Reykjafjöll är 1 165 meter över havet.
Trakten runt Reykjafjöll är nära nog obefolkad, med mindre än två invånare per kvadratkilometer. Det finns inga samhällen i närheten. Trakten runt Reykjafjöll består i huvudsak av gräsmarker.